# Waldkirch (Germania)
Waldkirch è un comune tedesco di 20 433 abitanti, situato nel land del Baden-Württemberg.